# ۲۸۶ (پیش از میلاد)
۲۸۶ (پیش از میلاد) ۲۸۶مین سال قبل از تقویم میلادی است.